# Oraciones de Mesopotamia
Las plegarias u oraciones de Mesopotamia son aquellas que se realizaban en la época y lugar conocido con el nombre de Mesopotamia. Se utilizaron nueve tipos de poemas diferentes. Se pueden definir como un «elogio a dios seguido de una petición», según T. Oshima. Según otra fuente (Bromiley) la forma de la palabra, conocida y utilizada para referirse a las oraciones durante la era de Mesopotamia se puede pronunciar como šu-il-lá. Sobre este término los investigadores Lambert, van der Toorn y Oshima defienden un uso alternativo del término, que haría referencia más bien a la manera de recitar la plegaria y no para referirse a la plegaria en sí de manera genérica (según Bromiley). Šu-il-lá se puede referir al acto de rogar, ya sea mostrado exteriormente con el levantamiento de las manos, la elevación de las manos o la elevación de la mano.

## Tipos
Las oraciones se dividen en los tipos siguientes: Oraciones de hechizo, Ershaḫungas, Gottesbriefe, Adivinación (Ikribus), Reales, Tamitas y otras consultas, Himno, Šigû y Namburbi.

### Hechizo
Hacen falta especialistas tribales en rituales para hacer los hechizos que explican los textos conocidos, por ejemplo, procedentes de Ugarit, que explican algunas maneras para eliminar el veneno de las serpientes. Ugarit también se conoce porque se encontraron textos de conjuros relacionados con la salud.

### Gottesbriefe
El término Gottesbriefe significa literalmente oraciones de petición, u oraciones por carta. Eran principalmente peticiones para pedir el alivio de una dolencia o la longevidad personal.

### Ikribu
Estas oraciones se hicieron con el objetivo de la adivinación. Otras fuentes indican que los ikribū eran bendiciones.

### Reales
Las plegarias de los gobernantes (reyes de Babilonia) fueron destinadas a deidades muy diversas, por ejemplo Marduk (el dios de Babilonia), Nabu o Shamash. Los reyes habían inscrito oraciones en cilindros de arcilla para ser guardados dentro de los edificios. Este tipo de oraciones no buscan la misericordia y la salvación, como en cambio sí que buscan las oraciones encontradas en Šuila.

### Himnos
Los estudiosos consideran que estos tipos de oraciones parecen ser reformulaciones de los primeros tópicos literarios anteriores, como la oración conocida como la «Oración a los Dioses de la Noche».

### Šigû
Šigû son lamentos; quejas o expresiones de dolor o tristeza. Ambos significados están relacionados en el šigû.

### Namburbi
Las oraciones de este tipo se elaboraron durante los rituales de Namburbi. Estos rituales se hacían cuando había malos presagios sobre el futuro y una persona quería actuar en contra del destino que se le preveía, o bien para contrarrestar la brujería.